# Mehmet Âkif Ersoy

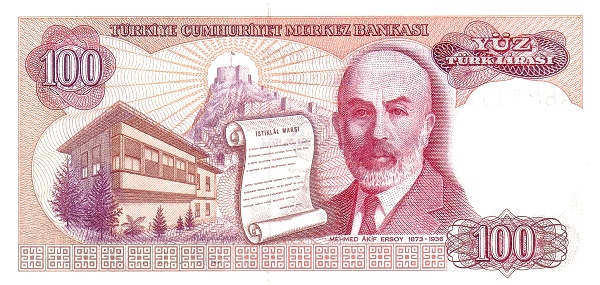
Ersoy, no verso da nota de 100 liras turcas.

Mehmet Âkif Ersoy (Istambul, 1873 — Istambul, 27 de Dezembro de 1936) foi um poeta turco. Ele era descendente de albaneses e uzbequistões. Seus ensaios foram os primeiros premiados do seu tempo, todos eles escritos em turco, pois Mehmet era nacionalista e apoiava a Guerra pela independencia da Turquia. Ersoy foi um defensor do pan-islamismo, tendo escrito poemas didácticos e religiosos e a letra do hino nacional da Turquia.